# Reinhold O. Schmidt
Reinhold Oscar Albert Schmidt (1897–1974) est un Américain connu pour avoir prétendu être entré en contact avec des extra-terrestres. Il fut condamné pour escroquerie.

## Biographie
Il naît et grandit dans le Nebraska où il est commerçant en céréales. En 1938, il est reconnu coupable de détournement de fonds et emprisonné au pénitencier de l'État du Nebraska,.
Il affirme que, le 5 novembre 1957, alors qu'il traversait une zone rurale près de Kearney, il a vu un grand objet en forme de dirigeable posé dans un champ. Il affirme que deux hommes ont quitté l'objet, lui ont demandé s'il était armé puis l'ont escorté à l'intérieur. À bord, il aurait rencontré un groupe de quatre hommes et deux femmes parlant entre eux une langue qu'il a décrite comme du « haut allemand »,, mais s'adressant à lui en anglais avec l'accent allemand. Le groupe aurait prétendu venir de la planète Vénus. Après une conversation d'une trentaine de minutes lors de laquelle les êtres lui auraient posé des questions de géopolitique, Schmidt aurait quitté l'engin qui aurait décollé, présentant de grandes hélices à chaque extrémité, et disparu dans un grand flash.
Schmidt contacte immédiatement le shérif local et conduit deux policiers locaux sur le site de l'atterrissage supposé, où une substance grasse et verdâtre est retrouvée. Le soir même, il rend publique son histoire via des entretiens téléphoniques et radiophoniques et une apparition à la télévision, mais la police, sceptique, le maintient toute la nuit en détention pendant la poursuite de l'enquête. Après avoir découvert sa condamnation passée et trouvé un bidon d'huile de moteur verte près du site, il est transféré à l'hôpital d'État de Hastings pour une évaluation psychiatrique. À sa sortie, Schmidt clame qu'il est victime d'une conspiration qui vise à cacher au grand public l'existence des soucoupes volantes.
Exploitant la prétendue aventure dans les médias, Schmidt va compléter son récit par une suite : en février 1958, il déclare avoir à nouveau rencontré la soucoupe dont le commandant lui dit cette fois venir de Saturne ; ledit commandant lui réapparaît à nouveau plus tard, accompagné d'une femme, dans une Volkswagen Coccinelle pour aller faire des courses à l'épicerie. Ils proposent à Schmidt un voyage au cercle polaire arctique où se trouvent les pilotes d'ovnis nazis. Leur mission est de surveiller les sous-marins soviétiques afin de prévenir une guerre nucléaire. La suite des récits de Schmidt incluent la Grande Pyramide, les sandales de Jésus (lui-même extra-terrestre), et une révélation à l'Humanité prévue pour 1998.
Schmidt a voyagé avec d'autres personnes prétendument contactées par des extra-terrestres, Wayne Sulo Aho (en) et John Otto, lors d'un circuit de conférences et a publié un récit de ses expériences en 1958 intitulé The Kearney Incident Up To Now: The Report of Reinhold Schmidt. Il a également contacté les producteurs de films June et Ron Ormond (en) pour réaliser un film basé sur ses prétendues expériences. Le film, Edge of Tomorrow, est diffusé le 28 mai 1961 au Wilshire Ebell Theatre de Los Angeles. Peu de temps après, le livre de Schmidt est réédité sous le même titre Edge of Tomorrow. Il tient également un rôle mineur dans un autre film produit par les Ormonds, le film d'exploitation Please Don't Touch Me.
Il s'installe à Bakersfield, en Californie, où il continue à donner des conférences les années suivantes, sollicitant de l'argent auprès de femmes âgées de son public qu'il affirme utiliser pour extraire des cristaux uniques identifiés pour lui par ses contacts spatiaux et susceptibles de guérir le cancer. Il est jugé à la fin de 1961, accusé d'avoir escroqué plusieurs femmes âgées de plus de 30 000 $ en affirmant que des soucoupes volantes l'avaient dirigé vers une mine pleine de « cristaux d'énergie libre ». L'accusation fait citer le scientifique Carl Sagan pour témoigner que Saturne ne peut pas héberger la vie. Sagan évoque le procès dans son livre de 1966, Intelligent Life in the Universe, en utilisant le pseudonyme « Henry Winckler » pour désigner Schmidt. Schmidt insiste lors du procès pour que l'on montre au jury le film Edge of Tomorrow, ce qui fut probablement sa dernière projection. Il est reconnu coupable le 26 octobre 1961 et condamné en juin 1963 à une peine de un à dix ans de prison.
À sa sortie de prison, il retourne dans le Nebraska où il meurt en 1974.

## Publications
- (en) The Kearney Incident--Up to Now--, éd. : Phoenix: Spacecraft Research Association, 1958, 16 pages.
- (en) Edge of Tomorrow - The Reinhold O. Schmidt Story, édition privée, 1963, 64 pages.